# 比托拉市镇

比托拉市镇在北马其顿的位置

比托拉市镇，为北马其顿共和国南部的一个市镇，包含比托拉市及周边地区。比托拉市镇西邻雷森市镇，北邻代米尔希萨尔市镇，东邻莫吉拉市鎮、克里沃加什塔尼市镇，南邻希腊。总面积422.39 km2 (163.1 sq mi)，总人口122,173，其中大部分居住在比托拉市区。